# Canton de Tuchan

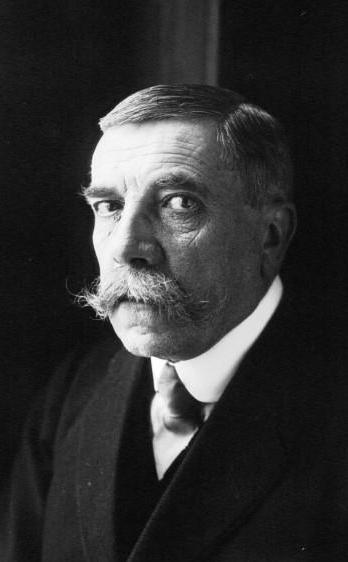
Léon Malaviale (1860-1924) conseiller général de 1893 à 1898 et de 1904 à 1919.

Le canton de Tuchan est une ancienne division administrative française située dans le département de l'Aude.

## Géographie
Ce canton était organisé autour de Tuchan dans l'arrondissement de Narbonne. Son altitude variait de 110 m (Paziols) à 966 m (Duilhac-sous-Peyrepertuse) pour une altitude moyenne de 234 m.

## Produits du terroir
- Fitou (AOC)

## Histoire
De 1833 à 1848, les cantons de Mouthoumet et de Tuchan avaient le même conseiller général. Le nombre de conseillers généraux était limité à 30 par département.

## Représentation

### Conseillers généraux de 1833 à 2015
| Période | Période                   | Identité                     | Étiquette        | Qualité                                                                                           |
| ------- | ------------------------- | ---------------------------- | ---------------- | ------------------------------------------------------------------------------------------------- |
| 1833    | 1837 (décès)              | Gabriel Malric               |                  | Ancien membre de la Chambre des Représentants (1815) Propriétaire à Sigean                        |
| 1837    | 1845                      | Étienne Rolland              |                  | Notaire Maire de Tuchan Conseiller d'arrondissement                                               |
| 1845    | 1848                      | Joseph Léo Dupré (1808-1882) |                  | Procureur du Roi à Carcassonne puis à Toulouse Propriétaire à Carcassonne (domaine de Saint-Jean) |
| 1848    | 1852                      | Auguste Janson               | Parti de l'ordre | Propriétaire Maire de Tuchan                                                                      |
| 1852    | 1870                      | Paul-Auguste Roques-Salvaza  | Bonapartiste     | Avocat Maire de Carcassonne Député (1852→1869)                                                    |
| 1870    | 1877                      | Emile Rolland                | Droite           | Propriétaire, suppléant du juge de paix à Tuchan                                                  |
| 1877    | 1893 (démission d'office) | Aristide Barnier             | Boulangiste      | Ingénieur des mines à Carcassonne                                                                 |
| 1893    | 1898                      | Léon Malavialle              | Rad.             | Professeur, viticulteur, Tuchan                                                                   |
| 1898    | 1904                      | Pierre Jacques Séguy-Duclot  | Rad.             | Médecin à Tuchan                                                                                  |
| 1904    | 1919                      | Léon Malavialle              | Rad.             | Professeur Député (1910→1919) Propriétaire à Tuchan                                               |
| 1919    | 1940                      | Antoine Montgaillard         | Rad.             | Président de la société L'Humanité Maire de Paziols                                               |
|         |                           |                              |                  |                                                                                                   |
| 1945    | 1973                      | René Sirven (1901-1992)      | SFIO puis PS     | Viticulteur Maire de Paziols, député suppléant de Francis Vals (1962→1967)                        |
| 1973    | 1979                      | Gérard Paris (1942-2004)     | PS               | Maire de Rouffiac-des-Corbières                                                                   |
| 1979    | 1985                      | Guy Azeau (1935-2003)        | DVG puis PS      | Maire de Paziols                                                                                  |
| 1985    | 1998                      | Alain Mounié                 | PS               | Viticulteur Maire de Cucugnan                                                                     |
| 1998    | 2011                      | Sylvie Astruc                | PS               | Retraitée de la Fonction publique territoriale Maire de Tuchan (2001→2008)                        |
| 2011    | 2015                      | Sébastien Pla                | PS               | Chef d'entreprise Maire de Duilhac-sous-Peyrepertuse                                              |

### Conseillers d'arrondissement (de 1833 à 1940)
| Période                                  | Période | Identité                  | Étiquette   | Qualité |
| ---------------------------------------- | ------- | ------------------------- | ----------- | --- |
| 1833                                     | 1837    | Étienne Rolland           |             | Officier de santé Maire de Tuchan                                                                           |
|                                          |         |                           |             | |
| 1895                                     | 1904    | Célestin-Guillaume Delpey | Républicain | Maire de Paziols                                                                                            |
| 1904                                     |         | Étienne Izard             | Radical     | Maire de Padern                                                                                             |
|                                          |         |                           |             | |
| 1919                                     | 1928    | Armand Pour               | Radical     | |
| 1928                                     | 1934    | Joseph Mazer              | SFIO        | Cantonnier à Cucugnan                                                                                       |
| 1934                                     | 1940    | Léon Izard                | Radical     | Maire de Padern                                                                                             |
| 1940                                     |         |                           |             | Les conseils d'arrondissement ont été suspendus par la loi du 12 octobre 1940 et n'ont jamais été réactivés |
| Les données manquantes sont à compléter. |         |                           |             | |

## Composition
Le canton de Tuchan regroupait huit communes
| Nom                       | Code Insee | Intercommunalité                   | Superficie (km2) | Population (dernière pop. légale) | Densité (hab./km2) |
| ------------------------- | ---------- | ---------------------------------- | ---------------- | --------------------------------- | ------------------ |
| Tuchan (chef-lieu)        | 11401      | CC Corbières Salanque Méditerranée | 59,52            | 769 (2014)                        | 13                 |
| Cucugnan                  | 11113      | CC Corbières Salanque Méditerranée | 15,33            | 131 (2014)                        | 8,5                |
| Duilhac-sous-Peyrepertuse | 11123      | CC Corbières Salanque Méditerranée | 21,09            | 149 (2014)                        | 7,1                |
| Maisons                   | 11213      | CC Corbières Salanque Méditerranée | 12,15            | 41 (2014)                         | 3,4                |
| Montgaillard              | 11245      | CC Corbières Salanque Méditerranée | 16,72            | 47 (2014)                         | 2,8                |
| Padern                    | 11270      | CC Corbières Salanque Méditerranée | 29,79            | 122 (2014)                        | 4,1                |
| Paziols                   | 11276      | CC Corbières Salanque Méditerranée | 28,02            | 532 (2014)                        | 19                 |
| Rouffiac-des-Corbières    | 11326      | CC Corbières Salanque Méditerranée | 16,04            | 88 (2014)                         | 5,5                |

## Démographie
| 1962  | 1968  | 1975  | 1982  | 1990  | 1999  | 2006  | 2011  | 2012  |
| ----- | ----- | ----- | ----- | ----- | ----- | ----- | ----- | ----- |
| 2 791 | 2 342 | 2 044 | 2 000 | 1 916 | 1 862 | 1 896 | 1 910 | 1 891 |